# Kassaia
Kasaia (en acádio: Kaš-ša-a, en inglés, Kaššaya) fue una princesa babilónica que vivió el siglo VI a. C., hija mayor del rey Nabucodonosor II, nieta de Nabopolasar y hermana de Evilmerodac. Kassaia probablemente fue casada con el general Neriglisar, y así como él, era una administradora y rica propietaria de tierras en Uruk.
Nabucodonosor (605–562 a. C.) fue sucedido por su hijo, Evil-Merodac, cuyo reinado duró sólo dos años antes de Neriglissar usurpar el trono de la Babilonia y matarlo. Kasaia puede haber representado una rama menos legítima de la familia real, sin embargo más rica y mejor establecida. Mientras su hermano, Evil-Merodac, encabezó un rama menos establecida y más joven, aunque más legítima. Es posible, por lo tanto, que la usurpación del trono haya sido resultado de luchas internas entre esos dos linajes de la familia real.

## Etimología
El nombre Kasaia, escrito de varias formas en acadio Kaš-šá-a, Kaš-ša-a y Kaš-šá-a-a (como nombre masculino) se puede encontrar varias veces en textos neobabilónicos. La pronunciación Kasaia es sugerida por las dos últimas grafías. Johann J. Stan originalmente clasificó "Kassaia" como un nombre de origen desconocido, típico título dado a las mujeres casadas por sus maridos. En consonancia con Chicago Assyrian Dictionary (CAD), el nombre probablemente se derive etimológicamente de la palabra Kaššu, casita. Siendo el caso, el nombre probablemente fue dado en homenaje a la dinastía casita que reinó en Babilonia unos siglos antes.

## Contexto histórico

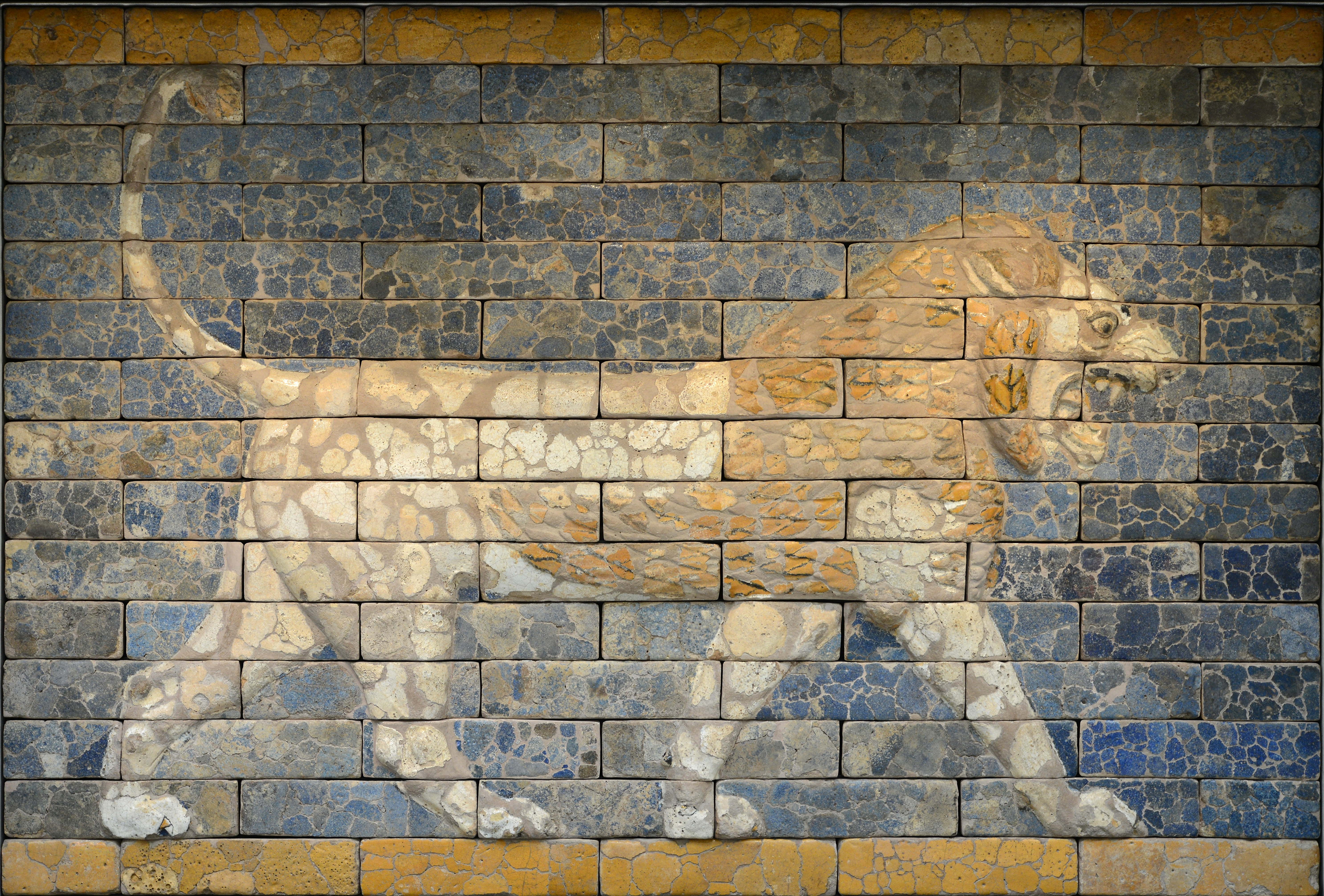
Representación de un león rugiendo en una pared de la sala del trono de Nabucodonosor II (r. 604–562 a. C.), actualmente en el Museo Británico.

Después de la muerte de Asurbanipal en 631 a. C., el Imperio Neoasirio entró en un periodo de declive. En 614 a. C., Nabopolassar se alió a Ciaxares, rey de los medos. La alianza fue cimentada con la boda de Nabucodonosor II, hijo de Nabopolassar, con la hija del rey Ciáxares, llamada Amitis. Los medos y babilonios unidos pusieron fin al Imperio Neoasirio, y Nabopolassar estableció el Imperio Neobabilónico.
El Imperio Neobabilónico alcanzó su auge durante el reinado de su segundo monarca, Nabucodonosor II. Bajo su gobierno, el imperio consolidó sus dominios estableciendo su hegemonía sobre los territorios que antes pertenecieron a los asirios. A lo largo de su reinado, Nabucodonosor gastó mucho tiempo y recursos en numerosos proyectos de construcción en todo el país, principalmente en su capital, Babilonia. A medida que el tesoro real se hacía cada vez más exiguo a causa de los excesivos gastos, los empresarios locales se volvían más ricos y, consecuentemente, más influyentes en cuestiones políticas.

## Historia

Mapa del Imperio Neobabilónico.

Kasaia está atestiguada como persona histórica en los textos cuneiformes. Los registros mencionan las frecuentes donaciones de la princesa a los templos de sus divinidades. De hecho, presentes de joyas y metales preciosos para los dioses eran un deber de reyes, altos funcionarios y miembros de la familia real. Esto es comúnmente registrado en textos cuneiformes neobabilónicos. En 1960, René Labat publicó un texto cuneiforme sin fecha aludiendo a una donación de tierras para el templo de la diosa Ishtar, en la ciudad de Uruk, por una mujer llamada Kasaia, identificada como “hija del rey”. Uno de los textos cuneiformes preservados menciona que, a los 31 años de reinado de su padre, ella recibió grandes cantidades de lapislázuli por hacer mantos ullâku.
Neriglissar fue un oficial prominente en la corte real y se hizo más influyente al casarse con una de las hijas de Nabucodonosor II.; pero ningún texto cuneiforme menciona explícitamente con cuál de las hijas de Nabucodonosor se casó. En 1974, el historiador David B. propuso que la esposa de Neriglissar podría haber sido Kassaia, ya que su nombre aparece junto con el nombre de Nabucodonosor y Neriglissar en registros de transacciones económicas. Aunque no existan evidencias concretas de que Kassaia, en vez de otra hija de Nabucodonosor, fuera esposa de Neriglissar, esta suposición fue ampliamente aceptada por los historiadores posteriores, como Donald Wiseman y Jona Lendering. Así como Neriglissar, Kassaia fue una empresaria y rica propietaria de tierras en Uruk durante el reinado de su padre.

## Diezmos

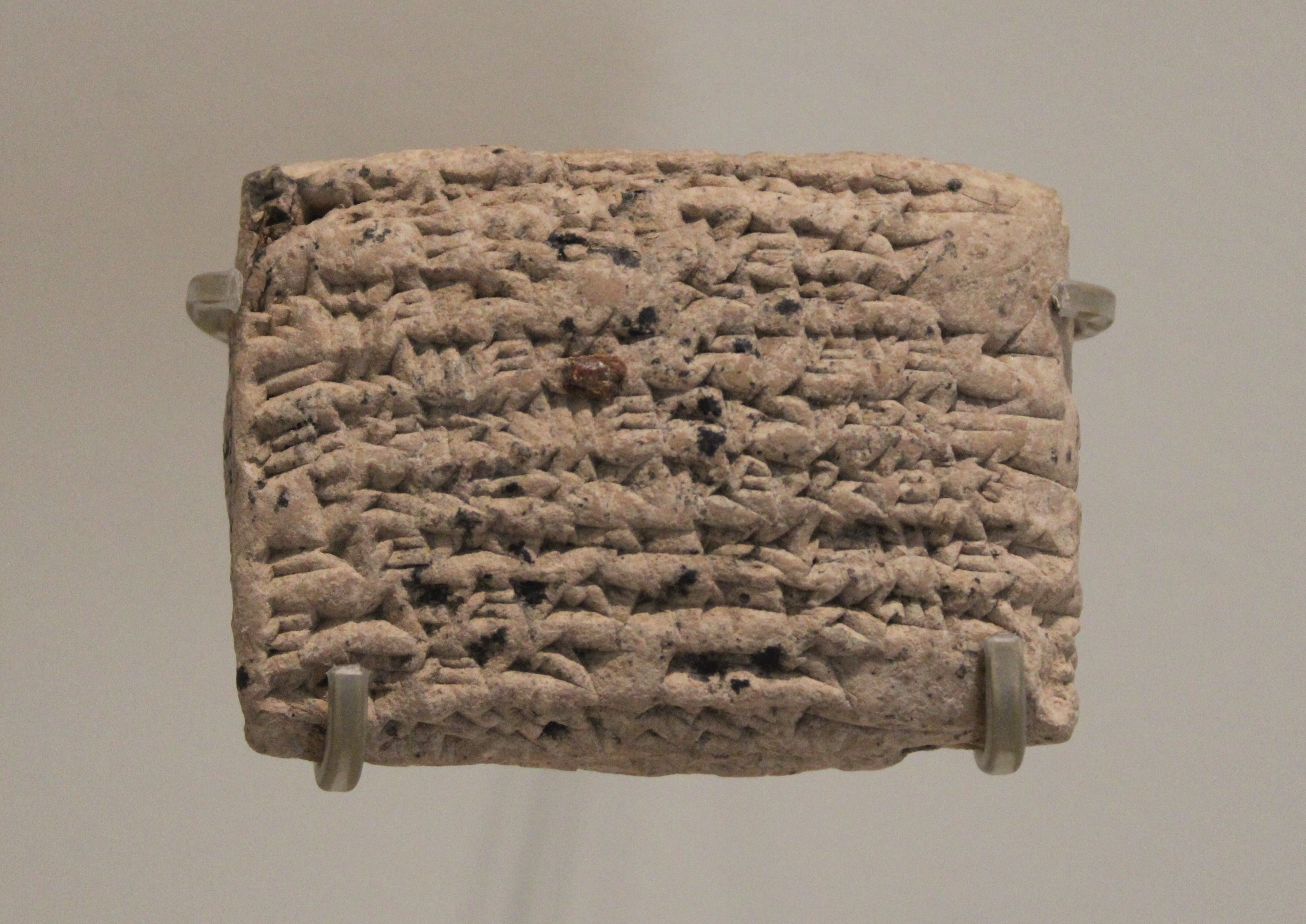
Texto que documenta la actividad de un comerciante babilonio.

Algunos documentos registran varias operaciones mencionadas como la “renta” (er-bu) y el “diezmo” (yš-rû) de Kasaia. Un registro describe una colección de joyas como “Renta de Kasaia”, indicando que esas joyas habían sido donadas por la princesa a las divinidades del templo de Inana. Eso indica que la frase “erbu ša” se refiere a la renta acumulada en el templo como resultado de un pago o presente hecho por la princesa. 

## En la ficción
- Kasaia aparece en la telenovela brasileña producida por la RecordTV, El rico y Lázaro, interpretada por la actriz Pérola Faria.[10]